# Jean Jérôme Hamer
Pour les articles homonymes, voir Hamer.
Jean Jérôme Hamer, né le 1er juin 1916 à Bruxelles et mort le 2 décembre 1996 à Rome, est un prêtre dominicain belge. Prélat de la curie romaine il est consacré archevêque titulaire en 1973, et créé cardinal en 1985 lorsqu'il est nommé préfet de la Congrégation pour les instituts de vie consacrée et les sociétés de vie apostolique, poste qu'il occupe jusqu'en 1992. 

## Biographie

### Prêtre
Jean Hamer rejoint l'ordre des dominicains en 1934, prenant le prénom de Jérôme.
Il fait ses études à l'université catholique de Louvain et est ordonné prêtre en 1941. En 1940, durant son service militaire, il passe trois mois en prison. Il obtient ensuite un doctorat en théologie à l'université de Fribourg, où il enseigne jusqu'en 1962.
Il rejoint la curie romaine où il est nommé secrétaire du Conseil pontifical pour la promotion de l'unité des chrétiens en 1969.

### Archevêque
Le 14 septembre 1973, Paul VI le nomme secrétaire de la Congrégation pour la doctrine de la foi avec le titre d'archevêque titulaire (ou in partibus) de Lorium (de). Il reçoit la consécration épiscopale des mains du pape le 29 juin suivant.
En 1984, il est nommé pro-préfet de la Congrégation pour les instituts de vie consacrée et les sociétés de vie apostolique.

### Cardinal
Lors du consistoire du 25 mai 1985, le pape Jean-Paul II le crée cardinal avec le titre de cardinal-diacre de San Saba. Il devient ainsi préfet (et non plus pro-préfet) de la congrégation jusqu'à sa retraite en 1992. En 1996, il est élevé au rang de cardinal-prêtre tout en gardant le titre de S. Saba.